# Haining Place
Haining Place oder The Haining ist die Ruine eines Wohnturms in der Gemeinde Kilmarnock in der schottischen Council Area East Ayrshire.

## Geschichte
Es war der Sitz der Herren des Baronats Haining-Ross. Das Tower House liegt auf einer leicht zu verteidigenden Landzunge, halb vom Cessnock Water umflossen, über das es eine Furt gibt. Später wurde Haining Place zu einem verpachteten Bauernhof und schließlich diente das Gebäude als Unterkunft für Landarbeiter. Haining Place wurde durch einen Brand zerstört und ist heute eine Ruine. Der alte Bauernhof Haining Mains liegt in der Nähe.

## Beschreibung
Kersland Manor House bei Dalry mit dem Baujahr 1604 auf einem Wappenschild hat in einigen Details eine gewisse Ähnlichkeit mit Haining Place: Es hat Gewölbekammern im Erdgeschoss und stellt ein befestigtes Gebäude dar, das teilweise zerstört und durch ein Bauernhaus mit Stallungen ersetzt wurde.

### Beschreibung aus den 1930er-Jahren

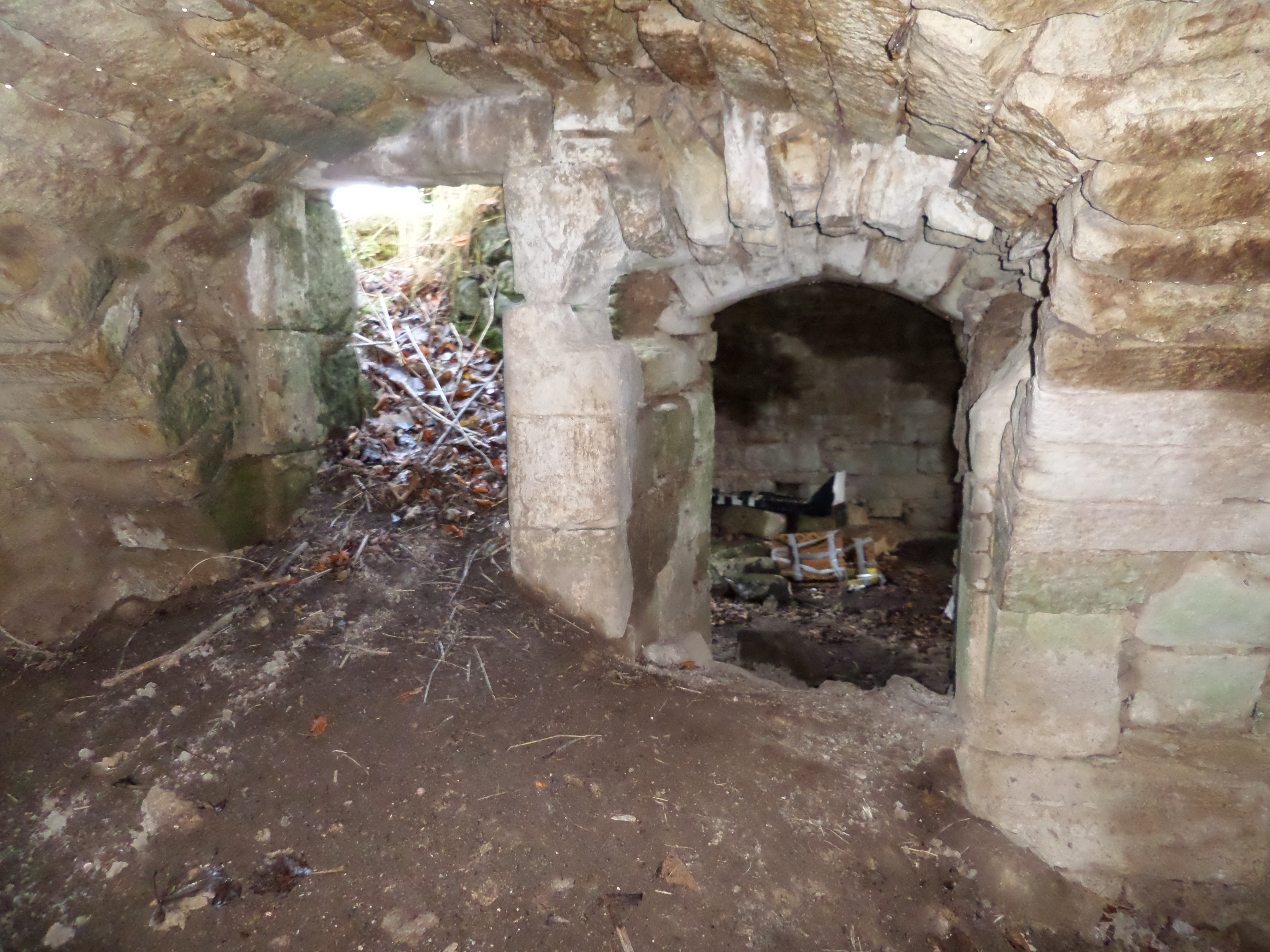
Gewölbekammern im Erdgeschoss

1930 wird das Gebäude als „Old Mansion on the Cessnock“ (dt.: altes Landhaus auf dem Cessnock) beschrieben und war durch einen hohen Bogeneingang mit Wetterfahne darauf, flankiert von zwei Löwen, zu betreten. Eine örtliche Sage berichtet, dass hier einst Maria Stuart zu Gast war. Das Gebäude hatte 1930 zwei Stockwerke und eine Außentreppe, die Zugang zum Obergeschoss gewährte, während die drei Gewölbekammern im Erdgeschoss nur als Lagerräume dienten. Die Fenster im Erdgeschoss waren schmale Schlitze, da die Mauern des alten Turms dick waren. Der Autor eines Artikels im Kilmarnock Standard spekuliert, dass das Obergeschoss auf einen ruinösen Donjon aufgebaut worden sei, und berichtet, dass die Außentreppe ein späterer “Restaurierungs”-Anbau sei, und dass es ein Oberlicht aus vielen Glasscheiben über dem Eingang gebe, wie man es in sehr alten Häusern finde. Da für das Wohnhaus nur wenig traditionelle Geschichte bekannt ist, spekuliert er, dass es einst als Witwenhaus für das nahegelegene Anwesen genutzt worden sei.
1931 besuchten die Kilmarnock Glenfield Ramblers Riccarton Moss und Haining Place und bemerkten über das alte Landhaus von Haining, dass es einst mit seinen dicken Mauern und „Bogenansätzen an verschiedenen Stellen der Außenmauern“ viel größer gewesen sei. Bis vor Kurzem hatten um das Anwesen mehrere Hektar Apfel- und Birnbäume existiert, aber viele davon wurden abgeholzt, weil sie zu alt waren und zu wenig Ertrag brachten. „Gipsy Steps“ wird der Feldweg hinunter zur Furt am Cessnock Water mit ihren Trittsteinen genannt.

### Beschreibung von 2015

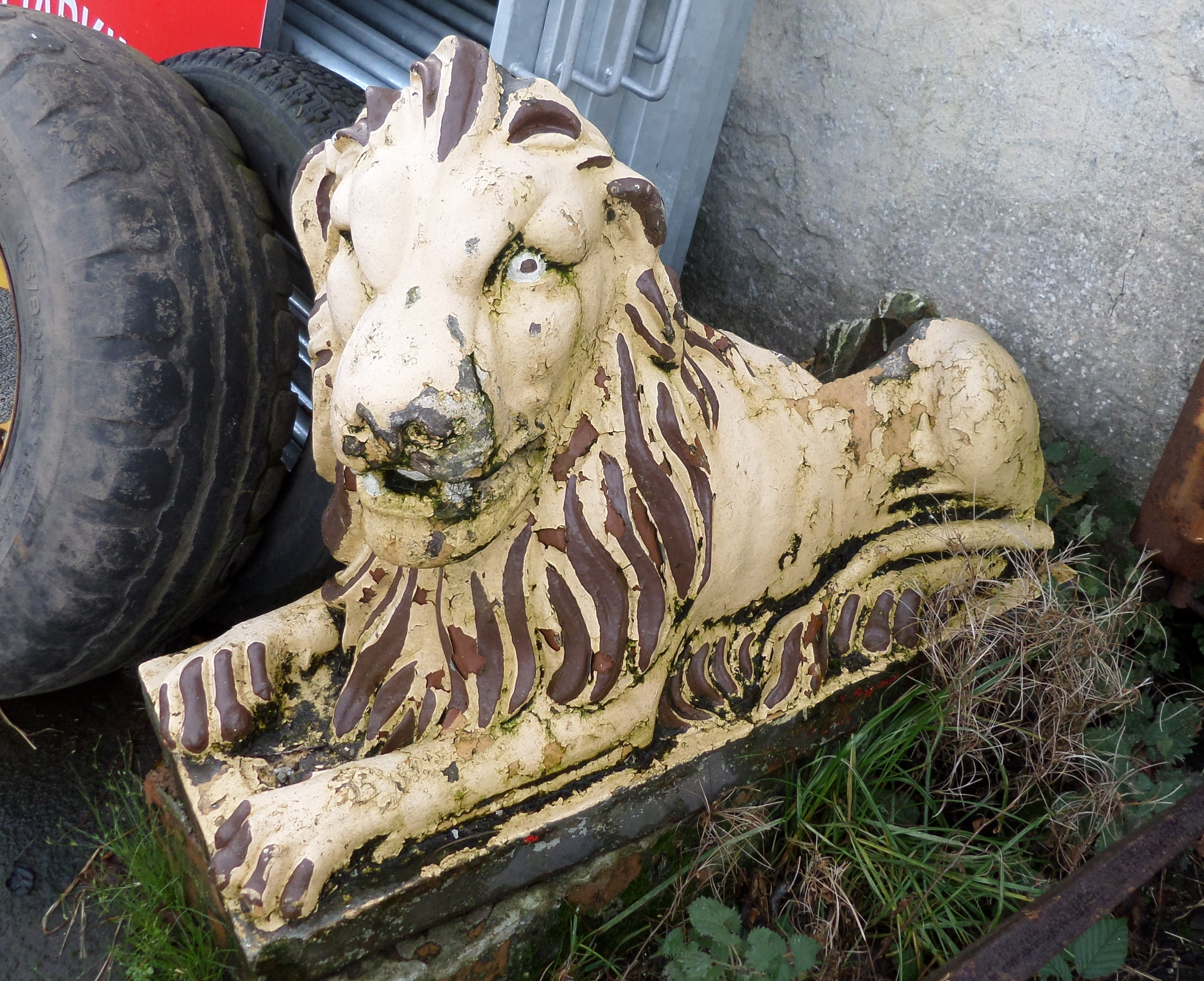
Einer der beiden Terracottalöwen, die zu beiden Seiten des Eingangsbogens standen

Wie auf den Fotografien zu sehen, wurde der Eingangsbogen entfernt und die beiden Terracottalöwen stehen nun vor dem Bauernhaus Haining Mains. Die Stufen, die zum Obergeschoss von Haining Place führen, sind zusammen mit einer aus Steinen und Ziegeln erbauten Abstützung des Obergeschosses erkennbar. Das Obergeschoss existiert fast gar nicht mehr. Zwei Steinfundamente für innere verkleidete Türstöcke ragen mitten im Gebäude heraus und zeigen möglicherweise die Trennung zwischen einem früheren Rittersaal und den privaten Schlafkammern an. Die Umrandung des alten offenen Kamins im Erdgeschoss wurde entfernt, aber die drei Gewölbekammern mit ihren teilweise offenen Fenstern im Osten und den vermauerten Fenstern im Westen sind ebenso erhalten wie die Überreste des Wendeltreppenhauses auf der Westseite des Gebäudes. Die mit Ziegeln verkleidete Ruine der Scheune steht im rechten Winkel zum Wohnhaus und auch Einrichtungen wie das Waschhaus kann man noch erkennen. Spuren im Mauerwerk weisen auf ehemalige Glasfenster in Bereichen wie dem Wendeltreppenhaus hin. Der Sims eines großen Fensters existiert an der Nordfassade des Obergeschosses. Viele Zeugnisse späterer Verbesserungen kann man finden, was darauf hinweist, dass die Burg in eine feinere Wohnstatt umgebaut wurde. Die Ziegeltreppe zum Obergeschoss war einst mit großen Steinstufen belegt und hatte ein Metallgeländer. Die Anordnung der drei Gewölbe weist darauf hin, dass ein kleinerer Turm später ausgebaut wurde. Ein Flügel des früheren Gebäudes mit L-förmigem Grundriss wurde wohl irgendwann entfernt. Eine behauene Schießscharte liegt nun in zwei Teilen in der Nähe des alten Eingangsbogens.